# Mounia Benaji
Mounia Benaji, née le 19 septembre 1994, est une coureuse cycliste marocaine.

## Palmarès sur piste

### Championnats d'Afrique
- Casablanca 2016
  -  Médaillée de bronze de la vitesse individuelle
- Casablanca 2018
  -  Médaillée d'argent de la poursuite par équipes
  -  Médaillée de bronze de la vitesse par équipes

## Palmarès sur route
- 2015
  -  Championne du Maroc du contre-la-montre
  - 2e du championnat du Maroc sur route
- 2016
  - 2e du championnat du Maroc du contre-la-montre
  - 2e du championnat du Maroc sur route
- 2018
  - 2e du championnat du Maroc du contre-la-montre
  - 2e du championnat du Maroc sur route